# Leihverkehrs- und Ergänzungsbibliothek
Die Leihverkehrs- und Ergänzungsbibliothek (LEB) (früher: Landeszentralbibliothek (LZB)) in Flensburg-Sandberg. Als Abteilung der Büchereizentrale Schleswig-Holstein ist sie die zentrale Leihverkehrs- und Informationsstelle für das Büchereisystem Schleswig-Holstein und die deutschen Büchereien in Nordschleswig.

## Aufgabe
In der Funktion einer Zentralbibliothek hat die LEB die Aufgabe, mit ihrem Medienbestand für den gehobenen Bedarf, die Literatur- und Informationsversorgung der überwiegend kleinen und mittleren öffentlichen Bibliotheken, sowie der Fahrbüchereien zu ergänzen. Zudem stellt sie mit der Berechtigung zur Teilnahme am überregionalen und internationalen Leihverkehr die Versorgung des Einzelnen mit wissenschaftlicher Literatur in der Fläche sicher. Weitere Serviceangebote der LEB sind die Bearbeitung von Themenbestellungen, Quellenrecherchen, Bibliographieren und die Bereitstellung von speziellen Ausleihbeständen für Bibliotheken, Pflege- und Bildungseinrichtungen. Diese Dienstleistungen stehen jedermann über die dem Büchereisystem Schleswig-Holstein angeschlossenen Büchereien zur Verfügung. Zur Erfüllung dieser Aufgaben ist sie Mitglied im Gemeinsamen Bibliotheksverbund und kooperiert dabei unter anderem mit der Dansk Centralbibliotek for Sydslesvig und den Stadtbibliotheken in Flensburg, Kiel und Neumünster. Für die Versorgung der Flensburger Bürger kommt ihr dabei lediglich die ihr im Rahmen ihrer Leihverkehrs- und Ergänzungsfunktion zugeordnete Rolle zu. Denn: „Die Aufgabe der Literaturversorgung für den Grund- und gehobenen speziellen Bedarf liegt ausschließlich bei der Stadtbücherei Flensburg.“
Der Bestand der LEB umfasst etwa 136.000 Medieneinheiten aus allen Fachrichtungen, 15.000 Zeitschriftenbände, über 5.000 Nachschlagewerke und mehreren Spezialdatenbanken. Die Schwerpunkte bilden neben der schleswig-holsteinischen Landeskunde die rund 7000 Hörbücher und ca. 8300 DVD und Blu-ray Discs.

### Altbestand/Deposita
Zusätzlich betreut die LEB ca. 35.000 Bände und Karten aus den historischen Flensburger Altbeständen der Propsteibibliothek, der Bibliothek der Nikolaikirche und der Bibliothek des Alten Gymnasiums. Die Altbestände sind derzeit nur in Zettel- oder Interimskatalogen erfasst. Seit 2015 erfolgt im Rahmen der Retrokatalogisierung eine Erfassung dieser Bestände im Gemeinsamen Verbundkatalog des GBV. (Stand: 2018)

## Geschichte
Die Entstehungsgeschichte der Leihverkehrs- und Ergänzungsbibliothek als Dienstleistungsbibliothek für Bibliotheken begann fast zeitgleich mit dem Aufbau des organisierten Bibliothekswesens im Landesteil Schleswig.
Im Jahr 1923 legte die Zentrale für Nordmarkbüchereien mit der Einrichtung ihrer Handbücherei und der Aufnahme des wissenschaftlichen Leihverkehrs den Grundstein der LEB in ihrer heutigen Form.
Um das deutsche Büchereiwesen im deutsch-dänischen Grenzgebiet stärker fördern und weiterentwickeln zu können, begann die Zentrale bereits ein Jahr später mit der Planung einer Bibliothek für spezielle Aufgaben.

### 1925–1959 Öffentliche Bücherei Neustadt
Am 19. Oktober 1925 wurde die Öffentliche Bücherei Neustadt (später auch Leitbücherei Neustadt) in der Funktion einer Ausbildungs- und Erprobungsbücherei eröffnet. Sie befand sich in den Räumlichkeiten eines Gymnasiums in dem Haus Neustadt 12. Ihr Ausleihbestand umfasste zu Beginn 2.500 Buchbände, 42 Zeitungen und Zeitschriften und einen Lesesaalbestand mit 350 Bänden. Damit sollte sie nach der wenige Jahre zuvor erfolgten Volksabstimmung in Schleswig einen Gegenpol zu den dänischen Kultureinflüssen auf die Arbeiterbevölkerung in diesem Stadtteil bilden. Zum Standort der Bücherei im Flensburger Stadtteil Neustadt verzeichnet der Jahresbericht für das Jahr 1924: 

„Als ein besonderes Glück kann man es bezeichnen, daß sich durch ein weitherziges Entgegenkommen der Stadt Flensburg für diese Bücherei eine treffliche Unterbringung finden ließ, und zwar in einem Teile der Stadt, der von Arbeiterbevölkerung und Kleinbürgern bewohnt und am meisten der dänischen Propaganda ausgesetzt ist.“

Hier entwickelte sich die Bücherei in den ersten Jahren sehr gut und die Besuchs- und Ausleihzahlen stiegen jährlich stark an. Dies wurde jedoch schnell problematisch, denn bereits 1929 kamen auf die 5.523 ausleihbaren Bände 1.612 Leser mit insgesamt 44.457 Entleihungen. Damit war jedes Buch durchschnittlich achtmal entliehen worden, wodurch mehr Bände verschlissen wurden als Neuerwerbungen möglich waren. Auch räumlich und personell war die Bücherei bereits nach vier Betriebsjahren an ihre Grenzen gestoßen. Hinzu kam, dass sie bereits ab 1928 zusätzlich die Leihverkehrsfunktion für die Büchereien im Landesteil Schleswig übernommen hatte. Die Notwendigkeit zur Anpassung der Rahmenbedingungen und der Weiterentwicklung des Büchereiwesens im Stadtgebiet wurden deutlich sichtbar, kamen aber trotz der Erfolge der Bücherei in den folgenden Jahren nur schleppend voran. Zwar konnte, verbunden mit einem kleinen räumlichen Zuwachs, 1938 ein Kinderlesesaal eingerichtet werden, doch weitere Verbesserungen ließen auf sich warten. Wenig später verhinderte der Ausbruch des Krieges jegliche weiteren Bemühungen.
Nach Kriegsende musste sich die Zentrale für Nordmarkbüchereien, wie viele öffentliche Einrichtungen in dieser Zeit neu organisieren, bevor die Planungen für Zukunft der Bücherei Neustadt wieder möglich war. Nach der Neuorientierung rückte ab Mitte der 50er Jahre das Ziel einer baulichen Verbesserung wieder in den Fokus. Mussten die sieben Mitarbeiterinnen und Mitarbeiter den Bibliotheksbetrieb der Erwachsenen-Bücherei den Betrieb in einem Arbeitsraum (6,00 × 2,40 m), einem Ausleihraum von 20 m² und einem Büchermagazin, das mit 15.000 Bänden sehr gut ausgelastet war, täglich durchführen.

Da auch die Büchereizentrale und die Stadtbücherei Flensburg einer räumlich Erweiterung bedurften, einigte man sich nach zweijährigen Verhandlungen auf einen Neubau für die Bücherei Neustadt und einen weiteren für die Stadtbibliothek Flensburg, welche zu dieser Zeit gemeinsam mit der Büchereizentrale im Deutschen Haus untergebracht war.

### 1959–1972 Bücherei Nordertor
Nach dem Erwerb eines Grundstücks in der Duburger Straße 2–8, konnte die Bücherei am 19. Dezember 1959 nach rund einjähriger Bauzeit für die Ausleihe geöffnet werden. Als eine der ersten Bibliotheken in Schleswig-Holstein präsentierte sie nun ihre Bestände zur Ausleihe in der Freihandaufstellung.
Mit dem Umzug in ihr eigenes Gebäude erhielt die Bücherei den Namen Bücherei Nordertor (ÖB Nordertor), intern auch Leitbücherei Nordertor. Namensgeber war dabei das in Sichtweite liegenden nördliche Stadttor der Flensburger Altstadt.
Zum Jahresende 1972 wurde die Bibliothek für den Publikumsverkehr geschlossen und die Ausleihmöglichkeit für Leser vor Ort (Ortsleihe) eingestellt. Damit verlor die ÖB Nordertor ihre Funktion als Stadtteilbibliothek für die Stadt Flensburg.

### 1973–2010 Landeszentralbibliothek
Am 2. Januar 1973 nahm die Bibliothek als neu gegründete Landeszentralbibliothek (LZB) den Betrieb mit einer neuen Ausrichtung wieder auf.

Die Aufgaben der neuen Bibliothek waren:
- Organisation des regionalen Leihverkehrs
- Abwicklung des wissenschaftlichen Leihverkehrs
- Vorhaltung eines Ergänzungsbestandes
- Bibliothekarischer Informations- und Auskunftsdienst

Als Grundlage dienten ihr die Räumlichkeiten der ehemaligen ÖB Nordertor sowie deren Personal und Medien der Erwachsenenliteratur. Die Bestände der Kinder- und Jugendliteratur waren zuvor an die neu eingerichtete Fahrbücherei der Stadt Flensburg abgegeben worden, da sie nicht mehr benötigt wurden. Der Wegfall der Öffnungszeiten für die Flensburger Bürger sollte durch den Einsatz der neue Fahrbücherei kompensiert werden. Diese Spezialisierung ermöglichte der LZB eine Steigerung der Ausleihen im Leihverkehr mit den Schleswig-Holsteinischen Büchereien um 60 % im ersten Jahr. Insgesamt konnte sie im Jahresverlauf 26.800 Bestellungen, davon ca. 6.400 aus dem wissenschaftlichen Leihverkehr, bearbeiten.

### 2010-heute Leihverkehrs- und Ergänzungsbibliothek
Um ihre Aufgabe für die schleswig-holsteinischen Bibliotheken nach außen hin zu verdeutlichen, änderte die Landeszentralbibliothek zum 1. Juli 2010 ihren Namen in Leihverkehrs- und Ergänzungsbibliothek. Zudem wurde durch den entfallenen Landesbezug die Verwechslungsgefahr mit der Schleswig-Holsteinischen Landesbibliothek stark verringert. Im Einklang mit dieser Änderung wurde Innerbetriebliche die Kernaufgabe präzisiert und der Bestandsaufbau verstärkt auf „höher spezialisierte“ und höherpreisige Medien, als Ergänzung zu den Bibliotheksbeständen kleiner und mittlerer Bibliotheken, ausgerichtet. Zusätzlich wurde das Konzept der Letztexemplar-Archivierung aufgegeben und eine umfangreiche Bestandspflege vorgenommen. Mit dieser Überarbeitung des Bestands- und Bibliotheksprofils übernahm das Lektorat der Büchereizentrale Schleswig-Holstein den Bestandsaufbau in der LEB. In dessen Folge wurde 2014 mit dem benutzergestützten Bestandsaufbaus, der sogenannten Patron-Driven-Acquisition (PDA), begonnen.
Eine Vorreiterrolle in Schleswig-Holstein hatte die LEB mit der Einführung der Open-Source-Bibliothekssoftware Koha im Jahr 2017. Als „Pilotbibliothek“ testete sie die Eignung der Software für den Einsatz in den 13 Fahrbüchereien der Büchereizentrale Schleswig-Holstein.
Aufgrund des starken Besucherrückgangs und von der Öffentlichkeit weitestgehend unbemerkt, wurde die Bibliothek zum 31. Dezember 2018 für den Publikumsverkehr geschlossen – eine Nutzung des Altbestandes ist nur noch nach Terminabsprache möglich.